# قشلاق همة كسي (صالح أباد)
قشلاق همة کسي (بالفارسية: قشلاق همه کسی) هي قرية تقع في إيران في Salehabad Rural District. يقدر عدد سكانها بـ 288 نسمة بحسب إحصاء 2016.